# Kokatnoor, Athni
Kokatnoor là một làng thuộc tehsil Athni, huyện Belgaum, bang Karnataka, Ấn Độ.